# Au bout du rouleau (roman de Simenon)
Cet article concerne le roman de Georges Simenon. Pour la nouvelle de Joseph Conrad, voir Au bout du rouleau.
Au bout du rouleau est un roman policier belge de Georges Simenon, paru en 1947.
Simenon achève l'écriture de ce roman à Saint Andrews (Nouveau-Brunswick), au Canada, le 5 juin 1946.

## Résumé
Beau, grand, et âgé d'à peine trente ans, Marcel Viau est pourtant un homme sans envergure à la vie misérable. À Montpellier, ce fils de paysan vole un portefeuille bourré d'argent après avoir agressé le propriétaire. Apprenant par les journaux que les numéros des billets volés sont connus, il doit se résoudre à s'en débarrasser. Craignant d'être arrêté par la police, il se met à boire et rencontre Sylvie, une ancienne fille de bar, qui l'invite à l'accompagner à Chantournais, une petite ville non loin du lieu de naissance de Marcel. Caressant l'espoir de ne plus être traqué et considérant le milieu rural comme un endroit sûr, Viau accepte. Certes, il méprise Sylvie, comme toutes les femmes qu'il croit lui être inférieures, mais dans un même temps, il est fasciné par sa franchise, son esprit vif et ses capacités d'adaptation. 
Alors qu'il devrait éviter de se faire remarquer, et parce qu'il souhaite gagner facilement de l'argent, Marcel, le soir-même de leur arrivée à Chantournais, joue au poker avec des habitants du cru et perd un gros montant. Pour se refaire, il doit « emprunter » une belle somme à Maurice, le chef cuisinier de l'hôtel, qui cache ses économies - plus de dix mille francs - dans sa chambre, derrière un tableau. Le lendemain, le jeu lui est favorable, et Marcel peut rembourser le chef qui n'est pas dupe, mais qui affiche une sorte de compréhension aimable. 
Plus tard, Marcel, de retour à l'hôtel, se laisse aller à des confidences lors d'une conversation avec Maurice. Sous la pluie battante, il se rend ensuite à la maison de Mangre, un homme en qui il a confiance. Ce dernier l'avertit d'être prudent et de songer à quitter le pays, car un étranger y est toujours considéré avec suspicion et beaucoup se demandent, y compris l'inspecteur de la police locale, qui peut être Marcel et d'où il vient. 
Au lieu de quitter le pays, Marcel semble vouloir tendre la main à son destin tragique. En vain, Sylvie l'invite à réfléchir sur le fait que les autorités l'ont certainement mis en relation avec le vol de Montpellier. Elle et le vieux Maurice, qui a déjà fait de la prison, sont même prêts à lui venir en aide. Or, Marcel est au bout du rouleau. Il ne se sent plus la force de lutter et pense au suicide. Sylvie l'en empêche. 
Quand les policiers viennent l'arrêter, Marcel se bat farouchement, mais une fois dans sa cellule, il se donne la mort.

## Éditions
- Édition originale : Presses de la Cité, 1947
- Collection Trio, Presses de la Cité, 1955
- Tout Simenon, tome 1, Omnibus, 2002  (ISBN 978-2-258-06042-5)
- Le Livre de poche no 31299, 2009  (ISBN 978-2-253-14323-9)
- Romans durs, tome 6, Omnibus, 2012  (ISBN 978-2-258-09360-7)
- Romans durs, tome 6, Omnibus, 2023  (ISBN 978-2-258-20263-4)

## Source
- Maurice Piron, Michel Lemoine, L'Univers de Simenon, guide des romans et nouvelles (1931-1972) de Georges Simenon, Presses de la Cité, 1983, p. 128-129  (ISBN 978-2-258-01152-6)